# Šestá hodnotící zpráva IPCC
Šestá hodnotící zpráva (AR6) Mezivládního panelu OSN pro změnu klimatu (IPCC) je šestou z řady zpráv, které hodnotí vědecké, technické a socioekonomické informace týkající se změny klimatu. Tři pracovní skupiny (WG I, II a III) pracovaly na následujících tématech: Fyzikální vědecké základy (WGI); Dopady, adaptace a zranitelnost (WGII); Zmírňování změny klimatu (WGIII). Z nich první studie byla zveřejněna v roce 2021, druhá zpráva v únoru 2022 a třetí v dubnu 2022, závěrečná souhrnná zpráva pak v březnu 2023.
První ze tří pracovních skupin zveřejnila svou zprávu dne 9. srpna 2021 pod názvem Climate Change 2021. Na této první zprávě pracovní skupiny (WG I) se podílelo celkem 234 vědců z 66 zemí. Autoři vycházeli z více než 14 000 vědeckých prací a vytvořili zprávu o 3 949 stranách. Dokument Shrnutí pro tvůrce politik (SPM) byl vypracován vědci a odsouhlasen řádek po řádku 195 vládami v IPCC během pěti dnů předcházejících 6. srpnu 2021.
Podle zprávy WG I je možné zabránit oteplení o 1,5 °C nebo 2,0 °C pouze v případě, že dojde k masivnímu a okamžitému snížení emisí skleníkových plynů. Deník The Guardian na titulní straně zprávu popsal jako „dosud nejostřejší varování“ před „zásadními nevyhnutelnými a nezvratnými změnami klimatu“, obdobně reagovala i další média i političtí představitelé a aktivisté po celém světě. V skoro všech emisních scénářích, které jsou ve zprávě zastoupeny, dosáhne hodnota oteplení alespoň na určitou dobu hranice 1,5 °C. Pokud se však emise skleníkových plynů do roku 2030 sníží na polovinu a do roku 2050 budou čistě nulové, lze globální oteplování ještě zastavit. Pokud ale svět nezačne drasticky snižovat emise do doby vydání příští zprávy IPCC, již nebude možné oteplení o 1,5 stupně zabránit.
V únoru 2022 vyšla druhá část Šesté hodnotící zprávy nazvaná Dopady, adaptace a zranitelnost. Autoři při psaní vyšli z více než 34 tisíc vědeckých prací. Generální tajemník Organizace spojených národů António Guterres zprávu pojmenoval „atlasem lidského utrpení“. Zpráva dokazuje, že extrémní projevy podnebí poškozují produkci potravin, ohrožují biodiverzitu i lidské zdraví. „Změna klimatu způsobená člověkem způsobuje nebezpečné a rozsáhlé narušení přírody a ovlivňuje životy miliard lidí na celém světě, a to navzdory snahám o snížení rizik. Nejhůře jsou postiženi lidé a ekosystémy, kteří jsou nejméně schopni se s touto situací vyrovnat“, uvedlo IPCC při prezentaci této zprávy. 
V dubnu 2022 vyšla třetí část Šesté hodnotící zprávy Zmírňování změny klimatu. Souhrnná zpráva Šesté hodnotící zprávy IPCC vyšla 20. března 2023.

## Příprava zprávy

### Historie
Po založení IPCC v roce 1988 byla v roce 1990 vydána První hodnotící zpráva (AR1), která byla aktualizována v roce 1992. V přibližně šestiletých intervalech následovala další vydání hodnotící zprávy IPCC: AR2 v roce 1995, AR3 v roce 2001, AR4 v roce 2007 a AR5 v roce 2014.
V dubnu 2016 bylo na 43. zasedání IPCC, které se konalo v keňském Nairobi, rozhodnuto o tématech tří zvláštních zpráv (SR) a jedné metodické zprávy o inventurách skleníkových plynů v rámci hodnotícího cyklu AR6, které byly dokončeny v přechodné fázi od dokončení páté hodnotící zprávy a zveřejnění výsledků šesté hodnotící zprávy.
Pořadí termínů zveřejnění:
- Zvláštní zpráva o globálním oteplování o 1,5 °C v říjnu 2018.
- Zpřesnění pokynů IPCC pro národní inventury skleníkových plynů z roku 2006 v květnu 2019.
- Zvláštní zpráva o změně klimatu, krajině a půdě v srpnu 2019.
- Zvláštní zpráva o oceánech a kryosféře v měnícím se klimatu v září 2019.

### Struktura
Šestá hodnotící zpráva se skládá ze zpráv tří pracovních skupin (WG I, II a III) a souhrnné zprávy, která hodnocení na začátku roku 2023 uzavře.
- Zpráva pracovní skupiny I „Fyzikální vědecké základy změny klimatu“[20] vyšla v srpnu 2021.[21]
- Příspěvek pracovní skupiny II „Dopady, adaptace a zranitelnost“ byla zveřejněna v únoru 2022.[12]
- Příspěvek pracovní skupiny III „Zmírňování změny klimatu“ byla zveřejněna v dubnu 2022.[15]
- Souhrnná zpráva by měla být zveřejněna v březnu 2023.[17]

### Geopolitika
Geopolitika byla do klimatických modelů zahrnuta poprvé, a to v podobě pěti Scénářů socioekonomického vývoje: SSP1 „Udržitelný vývoj (zelená cesta)“, SSP2 „Střední cesta“, SSP3 „Regionální rivalita (kamenitá cesta)“, SSP4 „Nerovnosti (rozdělená cesta) a SSP5 „Rozvoj založený na fosilních palivech (cesta po dálnici)“.
Tyto cesty předpokládají, že mezinárodní spolupráce a celosvětový růst HDP usnadní přizpůsobení se změně klimatu. Geopolitické cesty posloužily jako jeden ze zdrojů pro tvorbu Společných socioekonomických cest ve zprávě spolu s dalšími zdroji: Jedním z předpokladů je, že dostatečný HDP a technologie odvozené od rozvoje fosilních paliv umožní přizpůsobit se i nárůstu teploty o 5,0 °C. Zpráva, která je založena na vědeckém konsensu a kterou sepsaly stovky vědců, však předpoklad o adaptaci na 5 °C nepotvrdila. Někteří odborníci předpokládají, že ačkoli se dnes šance pro nejhorší scénář (5 °C) a nejlepší základní scénář (1,5 °C) zdají nižší, nejpravděpodobnější výsledek se pohybuje kolem 3,0 °C.
Zpráva výslovně uvádí: "Každá cesta je vnitřně konzistentním, věrohodným a integrovaným popisem socioekonomické budoucnosti, ale tyto socioekonomické budoucnosti nezohledňují dopady změny klimatu a nepředpokládají se žádné nové klimatické politiky. ... Vývoj hnacích sil a emisí v rámci scénářů SSP ze své podstaty nezohledňuje účinky změny klimatu."

### Účast
Stejně jako jiným významným mezinárodním vědeckým procesům bylo IPCC vytýkáno, že dostatečně nezapojuje vědce z globálního Jihu. Bylo například poukázáno na předsudky, které brání africkým vědcům v účasti, jako jsou požadavky na publikace a na to, aby se před vstupem do panelu přispěvatelů stal odborným recenzentem. Podobně ve zprávě o fyzikálních vědách bylo v autorském týmu pouze 28 % žen.

Historie globálních teplotních změn a příčin nedávného oteplování (graf ze Šesté hodnotící zprávy)

## Fyzikální vědecké základy změny klimatu(Zpráva skupiny WG I)
Zpráva pracovní skupiny I s názvem Fyzikální vědecké základy změny klimatu se zaměřila na základní konsenzus vědeckých poznatků o klimatu, pokud jde o příčiny a účinky emisí skleníkových plynů způsobených lidskou činností. Byla zveřejněna 9. srpna 2021.
Oproti předchozím hodnocením obsahovala zpráva mnohem více podrobností o regionálních dopadech změny klimatu, ačkoli je zapotřebí dalšího výzkumu změny klimatu ve východní a střední části Severní Ameriky. Vzestup hladiny oceánů do roku 2100 se bude pravděpodobně pohybovat od půl do jednoho metru, ale není vyloučeno ani zvýšení o dva až pět metrů, protože procesy nestability ledového příkrovu jsou stále nedostatečně pochopeny.
Ve všech Společných socioekonomických scénářích, které jsou ve zprávě zastoupeny, dosáhne hodnota oteplení alespoň na určitou dobu hranice 1,5 °C. Hlavní autor zprávy Joeri Rogelj však uvedl, že je možné se oteplení o 1,5 °C zcela vyhnout, ale k jeho dosažení bude svět potřebovat snížit emise o 50 % do roku 2030 a o 100 % do roku 2050. Pokud svět nezačne drasticky snižovat emise do doby vydání příští zprávy IPCC, již nebude možné oteplení o 1,5 stupně zabránit.
Zpráva vyčísluje citlivost klimatu na 2,5 až 4 °C pro každé zdvojnásobení koncentrace oxidu uhličitého v atmosféře. Poprvé byla do klimatických modelů zahrnuta geopolitika, a to v podobě pěti společných socioekonomických scénářů (SSP), přičemž SSP1-1.9 je novým scénářem, která modeluje, jak by lidé mohli udržet oteplení pod 1,5 °C. Zpráva zužuje rozsah pravděpodobného nárůstu teploty na 1,5 °C až 5 °C, přičemž 1,5 °C bude pravděpodobně dosaženo před rokem 2040. Hrozby vyplývající ze sdružených dopadů jsou hodnoceny jako vyšší než v předchozích zprávách IPCC. Známý hokejkový graf byl rozšířen. Očekává se, že extrémní počasí se bude zvyšovat v souladu s teplotou a bude se vzájemně doplňovat, takže extrémní povětrnostní jevy budou mít na společnost větší dopad.
Globální uhlíkový rozpočet pro udržení nárůstu teploty pod 1,5 °C se odhaduje na dalších 500 miliard tun skleníkových plynů, což by znamenalo, že by celý svět musel být do roku 2050 na úrovni čisté nuly. Zpráva uvádí, že je velmi důležité rychle snížit emise metanu.

### Hlavní výstupy ze shrnutí pro politiky
- Je jednoznačné, že vlivem činnosti člověka došlo k oteplení atmosféry, oceánů a pevniny. Došlo k rozsáhlým a rychlým změnám v atmosféře, oceánu, kryosféře a biosféře. (A1)
  - Pravděpodobný rozsah celkového nárůstu globální povrchové teploty způsobeného lidskou činností ve srovnání intervalů let 1850 až 1900 a 2010 až 2019 je 0,8 °C až 1,3 °C, přičemž nejlepší odhad je 1,07 °C. Je pravděpodobné, že skleníkové plyny přispěly k oteplení o 1 °C až 2,0 °C, ostatní lidské faktory (především aerosoly) přispěly k ochlazení o 0,0 °C až 0,8 °C, přírodní faktory změnily globální povrchovou teplotu o -0,1 °C až 0,1 °C a vnitřní variabilita o -0,2 °C až 0,2 °C. Je velmi pravděpodobné, že dobře promíchané skleníkové plyny byly hlavním faktorem oteplování troposféry od roku 1979, a mimořádně pravděpodobné (pravděpodobnost 95–100 %), že člověkem způsobené ubývání stratosférického ozonu bylo hlavním faktorem ochlazování spodní stratosféry od roku 1979 do poloviny 90. let 20. století (A.1.3)[29]
- Rozsah nedávných změn v klimatickém systému jako celku a současný stav mnoha aspektů klimatického systému jsou bezprecedentní v průběhu mnoha staletí až tisíců let. (A2)
- Změny klimatu způsobené člověkem již ovlivňují mnoho extrémních projevů počasí a klimatu ve všech oblastech světa. Důkazy o pozorovaných změnách extrémních jevů, jako jsou vlny veder, silné srážky, sucha a tropické cyklóny, a zejména jejich přisuzování vlivu člověka, od páté hodnotící zprávy zesílily. (A3)
- Zlepšení znalosti klimatických procesů, paleoklimatické důkazy a reakce klimatického systému na zvyšující se radiační působení dávají nejlepší odhad rovnovážné citlivosti klimatu ve výši 3 °C, což je užší rozsah ve srovnání s pátou hodnotící zprávou. (A4)
- Globální povrchová teplota bude podle všech uvažovaných emisních scénářů pokračovat v růstu nejméně do poloviny století. Globální oteplení o 1,5 °C a 2 °C bude v průběhu 21. století překročeno, pokud v nadcházejících desetiletích nedojde k velmi zásadnímu snížení emisí oxidu uhličitého a dalších skleníkových plynů. (B1)
- Mnohé změny v klimatickém systému se zvětšují v přímé souvislosti s rostoucím globálním oteplováním. Patří k nim zvýšení četnosti a intenzity extrémních teplot, mořských vln veder a přívalových srážek, zemědělská a ekologická sucha v některých regionech a podíl intenzivních tropických cyklón, jakož i snížení arktického mořského ledu, sněhové pokrývky a permafrostu. (B2)
- Předpokládá se, že pokračující globální oteplování dále zintenzivní globální koloběh vody, včetně jeho proměnlivosti, globální monzunové srážky a závažnosti mokrých a suchých událostí. (B3)
- Ve scénářích s rostoucími emisemi CO2 se předpokládá, že oceánské a suchozemské propady uhlíku budou méně účinné při zpomalování akumulace oxidu uhličitého v atmosféře. (B4)
- Mnohé změny způsobené minulými a budoucími emisemi skleníkových plynů jsou nevratné po staletí až tisíciletí, zejména změny v oceánech, ledových příkrovech a globální hladině moří. (B5)
- Přírodní faktory a vnitřní proměnlivost budou spolumodifikovat změny způsobené člověkem, zejména v regionálním měřítku a v blízkém časovém horizontu, s malým vlivem na stoleté globální oteplování. Tyto vlivy je důležité zohlednit při plánování celé škály možných změn. (C1)
- S dalším globálním oteplováním se předpokládá, že v každém regionu bude docházet ke stále častějším souběžným a vícenásobným změnám klimatických vlivů. Změny několika klimatických faktorů, které ovlivňují klima, by byly při globálním oteplení o 2 °C rozsáhlejší než při oteplení o 1,5 °C a při vyšších úrovních oteplení ještě rozsáhlejší a/nebo výraznější. (C2)
- Nízce pravděpodobné důsledky, jako je zhroucení ledového příkrovu, náhlé změny oceánské cirkulace, některé komplikované extrémní události a oteplení podstatně větší, než je hodnocený velmi pravděpodobný rozsah budoucího oteplení, nelze vyloučit a jsou součástí hodnocení rizik. (C3)
- Z fyzikálního hlediska vyžaduje zastavení globálního oteplování způsobeného člověkem na určitou úroveň omezení kumulativních emisí CO2, dosažení alespoň nulových čistých emisí CO2 spolu s výrazným snížením emisí dalších skleníkových plynů. Silné, rychlé a trvalé snížení emisí metanu by rovněž omezilo oteplovací účinek vyplývající z poklesu znečištění aerosoly a zlepšilo by kvalitu ovzduší. (D1)
- Scénáře s nízkými nebo velmi nízkými emisemi skleníkových plynů (SSP1-1.9 a SSP1-2.6) by během několika let vedly ke znatelným dopadů na skleníkové plyny a aerosoly ve srovnání se scénáři s vysokými a velmi vysokými emisemi skleníkových plynů. (SSP3-7,0 nebo SSP5-8,5). (D2)[30]

### Reakce na zprávu

#### Vědecké
K vydání zprávy Fyzikální vědecké základy změny klimatu dochází v létě 2021, kde se vyskytlo pozoruhodné množství extrémních povětrnostních událostí, jako byla vlna veder v západní části Severní Ameriky, záplavy v Evropě, extrémní srážky v Indii a Číně a další události, například lesní požáry. Někteří vědci popisují, že tyto extrémní povětrnostní události vedou k pochybnostem o rychlosti vzniku extrémních událostí v modelech použitých pro sepsání zprávy IPCC, když se ukazuje, že reálné zkušenosti jsou závažnější než současný vědecký konsensus.

## Změna klimatu 2022: dopady, adaptace a zranitelnost(Zpráva skupiny WG 2)
Druhá část zprávy, příspěvek pracovní skupiny II (WGII), byla zveřejněna 28. února 2022. Celá zpráva s názvem Climate Change 2022: Impacts, Adaptation & Vulnerability (Změna klimatu 2022: dopady, adaptace a zranitelnost) má 3 675 stran a 37stránkové shrnutí pro tvůrce politik. Obsahuje informace o dopadech změny klimatu na přírodu a lidskou činnost. Zkoumanými tématy byly ztráta biologické rozmanitosti, migrace, rizika pro městské a venkovské činnosti, lidské zdraví, potravinová bezpečnost, nedostatek vody a energie. Hodnotí také způsoby řešení těchto rizik a zdůrazňuje, jak může být rozvoj odolný vůči změně klimatu součástí širšího posunu směrem k udržitelnosti.
Zpráva ukazuje, že dopady klimatu jsou na horní hranici předchozích odhadů, přičemž postiženy jsou všechny části světa. Nejméně 3,3 miliardy lidí, tedy asi 40 % světové populace, nyní spadá do nejzávažnější kategorie „vysoce zranitelných“, přičemž nejhorší dopady jsou v rozvojovém světě. Pokud budou emise pokračovat současným směrem, Afrika přijde o 30 % území, kde se pěstuje kukuřice, a o 50 % půdy, kde se pěstují fazole.  Jedné miliardě lidí hrozí záplavy v důsledku zvyšování hladiny moří. Změna klimatu spolu s dalšími faktory také zvyšuje riziko propuknutí infekčních nemocí, jako je pandemie covidu-19. Zpráva také uvádí důkazy, že v případě dalšího zvyšování teploty zaplatí nejvyšší finanční náklady Čína. Dopady budou zahrnovat nedostatek potravin, nedostatek vody, záplavy, zejména v pobřežních oblastech, kde žije většina obyvatel, v důsledku vyššího než průměrného zvýšení hladiny moří a silnějších cyklon. V určitém okamžiku se část země může potýkat s teplotami tzv. mokrého teploměru vyššími, než jsou lidé a ostatní savci schopni snášet déle než šest hodin. Zpráva celkově identifikovala 127 různých negativních dopadů změny klimatu, z nichž některé jsou nevratné.